# NGC 6455
NGC 6455 — группа звёзд в созвездии Скорпион.
Этот объект входит в число перечисленных в оригинальной редакции «Нового общего каталога».